# 더 디투어
《더 디투어》(영어: The Detour)는 2016년부터 2019년까지 방영된 미국의 시트콤이다.